# Démographie de la Bosnie-Herzégovine
Cet article contient des statistiques sur la démographie de la Bosnie-Herzégovine.

## Évolution de la population

### De 1960 à 2015
| Année | Population (au 1er janvier) | Naissances | Taux de natalité (‰) | Taux de fécondité (enfants par femme) | Décès  | Taux de mortalité (‰) | Taux de variation naturelle (‰) | Solde migratoire | Croissance démographique (‰) |
| ----- | --------------------------- | ---------- | -------------------- | ------------------------------------- | ------ | --------------------- | ------------------------------- | ---------------- | ---------------------------- |
| 1960  | 3 212 349                   | 110 499    | 34,1                 |                                       | 33 360 | 10,3                  | 23,8                            | −23 859          | 16,4                         |
| 1965  | 3 553 053                   | 101 351    | 28,2                 |                                       | 27 814 | 7,7                   | 20,5                            | 1 332            | 20,9                         |
| 1970  | 3 685 694                   | 79 296     | 21,4                 |                                       | 26 355 | 7,1                   | 14,3                            | −7 419           | 12,3                         |
| 1975  | 3 950 628                   | 78 844     | 19,8                 |                                       | 25 571 | 6,4                   | 13,4                            | 929              | 13,6                         |
| 1980  | 4 136 941                   | 70 928     | 17,2                 |                                       | 26 115 | 6,3                   | 10,9                            | −67 724          | - 5,6                        |
| 1985  | 4 293 863                   | 72 722     | 16,9                 |                                       | 28 966 | 6,7                   | 10,1                            | - 269            | 10,1                         |
| 1990  | 4 499 203                   | 66 952     | 14,8                 |                                       | 29 093 | 6,5                   | 8,4                             | −19 141          | 4,2                          |
| 1995  | 3 990 900                   |            |                      |                                       |        |                       |                                 |                  | - 33,6                       |
| 2000  | 3 753 085                   | 39 563     | 10,5                 |                                       | 30 482 | 8,1                   | 2,4                             | 27 551           | 9,7                          |
| 2005  | 3 842 532                   | 34 627     | 9,0                  |                                       | 34 402 | 9,0                   | 0,1                             | - 107            | 0                            |
| 2010  | 3 844 046                   | 33 528     | 8,7                  |                                       | 35 118 | 9,1                   | -0,4                            | 456              | - 0,3                        |
| 2015  | 3 825 334                   |            |                      |                                       |        |                       |                                 |                  |                              |

## Origines des populations
Les Bosniaques sont issus de la synthèse des différentes populations qui se sont succédé dans le pays : Illyriens partiellement celtisés (au nord, par les Scordisques) ou romanisés (au sud, par l'Empire romain), puis Slaves de souche Crobate, Slavonne ou Sorabe, christianisés au VIe siècle. Le Bosnien est clairement une langue Slave du sud. La Bosnie-Herzégovine se situant à la charnière des zones d'influence occidentale et orientale de l'Europe (à l'ouest marches de l'Empire de Charlemagne puis du St-Empire romain germanique et de la Hongrie, obédience religieuse de Rome ; à l'est marches de l'Empire byzantin et obédience religieuse de Constantinople), les communautés actuelles se sont différenciées par l'appartenance à des formations politiques et à des religions différentes. Les Serbes bosniens sont majoritairement de religion orthodoxe et représentent un tiers de la population de la Bosnie-Herzégovine. Les Croates bosniens sont majoritairement de religion catholique et représentent environ un huitième de la population de la Bosnie-Herzégovine. À la fin du XIXe siècle, une partie des Bosniens catholiques et Valaques orthodoxes ont été assimilés dans les Croates et les Serbes. Aujourd'hui, ils s'appellent Croates de Bosnie ou Serbes de Bosnie. Les Bosniaques (souvent appelés Bosniens musulmans ou Musulmans) ont les mêmes origines historiques que les Slaves musulmans de Croatie, Serbie ou du Monténégro : anciennement Bogomiles, ils se sont convertis à l'islam à l'époque de l'Empire ottoman. Ils représentent environ la moitié (55 %) de la population.

## Influence de la guerre de Bosnie
Initialement, les différentes communautés étaient toutes présentes dans chaque arrondissement du pays. De plus, il y avait de nombreuses familles mixtes et 7 % d'habitants qui n'étaient ni Bosniaques, ni Serbes, ni Croates. La guerre de Bosnie-Herzégovine a provoqué le déplacement de plus de la moitié de la population bosnienne, et le regroupement des communautés dans les « entités » dont les territoires ont été définis par les Accords de Dayton. Les Bosniaques et les Croates sont aujourd'hui presque tous regroupés dans la fédération croato-bosniaques, tandis que les Serbes sont aujourd'hui presque tous regroupés dans la « république » serbe de Bosnie. Rares sont les communes encore mixtes. C'est ce que l'on a appelé la « purification ethnique ». Beaucoup de familles mixtes ont dû fuir le pays, ont été séparées ou pire, massacrées. Après plusieurs années de combats et de terreur, on comptait, fin 1995, trois millions de personnes déplacées, de nombreux réfugiés à l'étranger (peut-être un million et demi) et au moins 300 000 morts et disparus, dont 10 000 pour la seule ville de Sarajevo.

## Répartition ethnique
Le dernier recensement de la population, en 1991, donne la répartition suivante :
- Bosniaques : 45 %
- Serbes : 31 %
- Croates : 17 %
- Autres : (notamment Juifs, Valaques, Turcs et Roms) 7 %

Les estimations de 2004 donnent une augmentation de la population bosniaque, et, dans une moindre mesure, serbe :
- Bosniaques : 54 %
- Serbes : 34 %
- Croates : 11 %
- Autres : (notamment Juifs, Valaques, Turcs et Roms) 1 % (chiffres UNDP 2002)[réf. incomplète].